# ФК Крусейдърс
ФК „Крусейдърс“ (на английски: Crusaders Football Club) е североирландски професионален футболен отбор от град Белфаст. Клубът е основан през 1898 г. Придобива професионален статут в края на юни 2018 г.
Състезава се в най-високото ниво на северноирландския футбол – Премиършип. Тимът играе мачовете си на стадион „Сийвю“, който е с капацитет от малко над 3380 седящи места. Най-големия съперник на ФК Крусейдърс е ФК Клифтънвил и двубоите между двата тима винаги са интересни и напрегнати. Този мач се счита за дербито на Северен Белфаст.

## Срещи с български отбори
„Крусейдърс“ се е срещал с български отбори в официални срещи.

### „Лудогорец“
С „Лудогорец“ се е срещал два пъти в мачове от Първия предварителен кръг на Шампионската лига. Първият мач се играе на 11 юли 2018 г. в Разград и завършва 7 – 0 за „Лудогорец“. Вторият мач се играе на 17 юли 2018 г. в Белфаст и завършва 2 – 0 за „Лудогорец“.

## Успехи
Национални
- ИФА Премиършип
  -  Шампион (7): 1972/73, 1975/76, 1994/95, 1996/97, 2014/15, 2015/16, 2017/18
  -  Вицешампион (5): 1992/93, 1995/96, 2010/11, 2012/13, 2016/17
  -  Бронзов медалист (6): 1964/65, 1973/74, 1998/99, 2008/09, 2013/14, 2019/20
- Купа на Северна Ирландия
  -  Носител (5): 1966/67, 1967/68, 2008/09, 2018/19, 2021/22
  -  Финалист (3): 1979/80, 2010/11, 2011/12
- Суперкупа на Северна Ирландия
  -  Носител (1): 1996/97
  -  Финалист (2): 2015, 2016
- Купа на лигата
  -  Носител (6): 198/87, 1995/96, 2007/08, 2012/13, 2013/14, 2019/20
  -  Финалист (7): 1993/94, 1994/95, 2003/04, 2006/07, 2010/11, 2017/18, 2018/19

Регионални
- Купа на Ълстър
  -  Носител (3): 1953/54, 1963/64, 1993/94
- Трофей на графство Антрим
  -  Носител (5): 1959/60, 1964/65, 1968/69, 1973/74, 1991/92

Международни
- Blaxnit Cup
  -  Носител (1): 1967/68
- Сетанта спортс къп
  -  Носител (1): 2012
- Суперкупа на Шотландия
  - 1/2 финалист (1): 2017/18